# 吉拉宇·唐思苏克
吉拉宇·唐思苏克（英語：Jirayu Tangsrisuk，1993年9月19日—），汉名陳吉祥，昵称James，出生于泰国披集府的华裔男演員、歌手兼模特兒。代表作有《名门绅士之珍爱妙方》、《炽爱游戏》、《时光情书》、《心的唯一》、《同一片天空》、《罪孽牢笼》、《轮回的捉弄》及《玫瑰奇缘恋与大明星》。

## 个人生活

### 家庭背景
吉拉宇出生于泰国披集府。他的爷爷和奶奶是中国广东省潮汕人，之后从中国移民至泰国。所以父亲是中泰混血儿。他的母亲则是泰国人。由于他父亲自小出生在泰国，所以他不会说中文。

### 姓名由来
吉拉宇姓陈，汉名吉祥（取潮汕话中“吉祥如意”的之意）。这是他老家族谱上面写的，而泰语姓氏“唐思苏克”也和陈姓有关。他的父母以著名的电影角色詹姆士·庞德的名字给他取了绰号。

### 感情
2024年12月19日，與愛情長跑十年的圈外女友Foam舉行結婚儀式。

## 早年经历
小时候的吉拉宇喜欢跳舞和唱歌，上高中的他甚至有属于自己的乐团。
他因为完成3年级的学业，申请使用头衔上士，并可获得学位。他也因此被免除了泰国征兵制。

## 影视作品

### 電視劇
| 首播年份 | 戲名                       | 戲名   | 角色                                                      | 播放平台      | 備註 |
| 首播年份 | 譯名                       | 原文名 | 角色                                                      | 播放平台      | 備註 |
| -------- | -------------------------- | ------ | --------------------------------------------------------- | ------------- | ---- |
| 2013年   | 《赤金》                   |        | Wanchalerm                                                | 泰國第3電視台 | 客串 |
| 2013年   | 《名門紳士之考古劫心》     |        | Puttipat （三少）                                         | 泰國第3電視台 | 配角 |
| 2013年   | 《名門紳士之暮雪情鍾》     |        | Puttipat （三少）                                         | 泰國第3電視台 | 配角 |
| 2013年   | 《名門紳士之珍愛妙方》     |        | Puttipat （三少）                                         | 泰國第3電視台 | 主演 |
| 2013年   | 《名門紳士之緣定芳林》     |        | Puttipat （三少）                                         | 泰國第3電視台 | 配角 |
| 2013年   | 《名門紳士之曼舞雲霄》     |        | Puttipat （三少）                                         | 泰國第3電視台 | 配角 |
| 2013年   | 《極愛》                   |        | Ittirit                                                   | 泰國第3電視台 | 主演 |
| 2015年   | 《心的唯一》               |        | Neung                                                     | 泰國第3電視台 | 主演 |
| 2015年   | 《煉獄火花》               |        | Nuea Nang                                                 | 泰國第3電視台 | 主演 |
| 2016年   | 《愛妻》                   |        | Saran                                                     | 泰國第3電視台 | 主演 |
| 2017年   | 《天鹅套索2017》           |        | Ramet Jirayuttanon                                        | 泰國第3電視台 | 主演 |
| 2018年   | 《同一片天空》             |        | Aok Prasri Khanthin（Khan Thong）                         | 泰國第3電視台 | 主演 |
| 2018年   | 《熾愛遊戲》               |        | Luckanai Disathaphorn （Nai/ Lucky）                      | 泰國第3電視台 | 主演 |
| 2019年   | 《罪孽牢籠》               |        | Kamol Asawarungruangkij（Sa）                             | 泰國第3電視台 | 主演 |
| 2020年   | 《輪迴的捉弄》             |        | Plerngfah（Plerng）/ Khun（Baron） Uthaiyothin / Ravi王子 | 泰國第3電視台 | 主演 |
| 2020年   | 《玫瑰奇緣戀與大明星》     |        | Theeruth（Thee）                                          | 泰國第3電視台 | 主演 |
| 2021年   | 《克拉之戀》               |        | Jarid Tangpipad（Ai）                                     | 泰國第3電視台 | 主演 |
| 2022年   | 《逐愛遊戲》               |        | Abhinand Thienvorravat（Ohm）                             | 泰國第3電視台 | 主演 |
| 2023年   | 《醫愛之名》               |        | Purim（Pen-nueng）                                        | 泰國第3電視台 | 主演 |
| 2024年   | 《世界圍繞你》             |        | Mana                                                      | 泰國第3電視台 | 主演 |
| 2025年   | 《大爵爷和Kham Duang姑娘》 |        | Khun Ek Itthirit（大爵爷）                                | 泰國第3電視台 | 主演 |

### 电影
| 年份   | 剧名                 | 角色   | 备注     |
| ------ | -------------------- | ------ | -------- |
| 不適用 | 《The Way》 （มรรค） | Tum    | 已停拍   |
| 2013年 | 《初爱》             | Namnan |          |
| 2013年 | 《时光情书》         | Tan    |          |
| 2015年 | 《三只流浪狗》       | Joon   | 电影配音 |
| 2021年 | 《阿瑜陀耶·迷情咒》  | Ryosu  |          |